# Músico ciego con zanfonía rodeado de niños en una aldea
Músico ciego con zanfonía rodeado de niños en una aldea es una obra de Pieter Brueghel el Joven pintada probablemente en 1610 y que se conserva en el Museo Soumaya de la Ciudad de México. Existen hasta siete versiones de esta obra hechas por su autor.
En ella se muestra una aldea, con un músico con una zanfonía seguido de un grupo de niños y niñas que le siguen. En las otras casas de la aldea hay campesinos haciendo labores domésticas, entre ellas, la matanza de un cerdo. La escena puede estar situada en invierno. La firma de Brueghel aparece en el marco de una ventana debajo de un niño. 

## Contexto
Pieter Brueghel el Joven heredó de su padre —de quien fue además un prolífico copista debido a la demanda de sus obras— la tradición de reflejar escenas campestres y populares, muchas de ellas con músicos de aldea como la presentada en esta obra. También hay influencia en padre e hijo de la novela bufonesca y del pesismo que denotan algunas de sus obras con temáticas semejantes.